# 1531 Hartmut
1531 Hartmut este un asteroid din centura principală, descoperit pe 17 septembrie 1938, de Alfred Bohrmann.